# ポヨポヨ観察日記
『ポヨポヨ観察日記』（ポヨポヨかんさつにっき）は、樹るうによる日本の4コマ漫画作品。

## 概要
チバラギ県ちくば市という架空の田園都市を舞台に、球状の体型をした猫らしからぬ姿の猫を巡る、農家の家族とその周囲の人々を描いている。『まんがライフMOMO』（竹書房）において2004年2月1日増刊号に掲載の後、5月1日増刊号から2016年4月号まで連載された。平行して、『まんがライフ』（竹書房）においても2004年4月号および7月号に掲載の後、9月号より連載（2013年5月号より休載）。概して前者では複数の掲載回を通じてのストーリー性がある作りとなっている一方、後者では掲載回単位での各話完結という傾向にある。この2誌の他にも、『まんがライフオリジナル』や『ねこパラ』などの竹書房系列の漫画雑誌にも掲載されている。休刊前最後の『まんがライフMOMO』2019年1月号（2018年11月28日発売）にて本編の後日談を描いた読み切りが掲載された。
単行本巻末には作者と愛猫の格闘記「そんな!ムーたん」が収録されている（ただし、6巻以降は「そんな!ムーたん」の執筆が掲載誌の関係で中断しているため収録されず、12巻にて復活した）。
2012年1月から12月までテレビ東京にてテレビアニメが放送された。
2023年9月から2024年11月、『まんがライフオリジナル』2023年10月号より2024年12月号まで『ポヨポヨ観察日記＋』を隔月で連載。

## 登場キャラクター
声の表記は「公式WEBのFLASHムービー / テレビアニメ」の順。特に記載の無い場合はテレビアニメ版のものとする。

### 佐藤家
佐藤 ポヨ（さとう ポヨ）
声 - 大谷育江
本作の主人公。球体猫（雄）。鳴き声は「ヒヤッ」、「ヒアー」など。元ノラなので年齢不詳だが、後述の獣医によれば佐藤家に来た時点で大体2歳程度とのこと。去勢済。
後述のなれ初めにより佐藤家に迎え入れられるまでは、野良猫としてたくましく生きていた。14巻にて子猫の時期に親分（という名前）の強め猫におこぼれを貰い色々学びながら生き永らえ、その強さに憧れて今の兄貴なポヨになった。近所の猫ら（オスメス問わず）に慕われており、見かけによらず男前な心意気の持ち主。その強さや漢気から萌などに「ポニキ」と呼ばれるようになったりする。
その姿ゆえ、初めて見た人からは極端にデフォルメされた猫クッションだとしか思われない（猫だと思われないことも多く、たまにその上に座る人もいる）。デブ猫と勘違いされることもあるが、見た目によらず俊敏活発に動き、虫やネズミをよく捕らえ、ドラ猫や荒くれカラス、ハクビシンなどを追い払ったこともあることからもわかる通り丸い巨体の中身はほぼ全て筋肉で、骨格筋率は最大値。レントゲン撮影にかけようとすると例外なくブレーカーが落ちるため、正確な骨格は不明（但し、後述の獣医師曰くはポヨの体系の中にはちゃんと猫の骨格があるとのこと）。強いゆえに苦手なものもあまりないが、蛙はある出来事以来大の苦手で鳴き声を聞くだけでパニックになるほど。
稀に高い所に手を伸ばすことがあり、その時は体が長くなる。待っている時間が長いと「首を長くして待つ」を体現するように体が縦に伸びるが、人に気づかれると元に戻る。暑い日には骨格無視でラグマットのように平たくなることも（これは後述の甥っ子たちも習得）。他の猫と異なり寒くても背中を丸めることはできないが、ある日ふとんをかけることを覚えた。
家族と寝ていると萌には一時間ほどで枕にされ、英の場合は上に乗り、茂とは腕枕で寝る。
家具や家で爪を研がない（傷つけない）とても行儀が良い猫だが、英の部屋の本棚だけは別らしく、爪を研いだり、散らかしたりする描写がある。英の腕や足にしょっちゅう噛み付いたり、萌を慕って訪ねてくる近所の青年達を威嚇するなど、若い男性への態度は攻撃的。英を格下に見てる節があり、彼とはよく喧嘩しているが、時折互いへの情が見られ、本気で険悪ではなく家族と認めている様子（萌によればライバルだとも思っているとのこと）。
霊的なものを見ることもでき、その際には全身の毛が逆立つ。お盆の時期には佐藤家の母・緑に会い、大晦日の神社では本堂にいる神様が見えていると思しき描写がある。
佐藤 萌（さとう もえ）
声 - 葉月なの / 三森すずこ
佐藤家の長女でポヨの飼い主。22歳。家庭的な上に明るく気立ての良い美人で、トランジスタグラマー（Dカップ）なのだが、ポヨを溺愛するあまり、人間として一線を踏み外したような行動が見られることもしばしば。
以前はOLだったが、上司のセクハラ、同僚のいじめ（モラハラ）、同じ職場の彼氏の無理解などにたまりかねて退職し、ヤケ酒に走った後、歓楽街で枕代わりに一夜を過ごした野良猫（ポヨ）を連れて来た。
前述の経緯から現在は家事手伝いもしくはアルバイトをしつつ、母が亡くなった後の家庭の面倒を見ている。
上記から地元の青年達の間ではファンクラブができるほどの人気だが、当人の煩悩のなさと父の妨害のせいで独り者になっている（職場恋愛で付き合っていた彼氏とは、退職と同時に別れた模様）。
趣味は料理と手芸、そしてポヨ。ポヨをかたどった丸い手芸作品や料理を大量に作っており、丸い造形物を作る腕前はかなりのもの。
家が農家なので鍛えられたせいか、女性ながら結構力持ち（作中では弟より怪力）。父や弟とは違い、集中力で短期間に物事を終わらせるタイプで夏休みの宿題も最後の2日間でガーッとやっていた。酒狂で、家の外ではできるだけ飲ませないよう父と弟が注意している（飲むとおっさん化し、ポヨの胸を揉んだりポヨや英にキスしたりし始める）。
英の友人のマキとは仲が良く、何かと弟へのアタックを応援しているが、たまにブラコンな一面も見せる。
獣医の甘木雄一郎先生に好意を抱いている節があり、彼に差し入れを送ったりしている。後に足を折る大怪我からの母との回想で練習としてぼんやりと口にだした｢先生好きやすっきゃねん、私と結婚しろこらぁ☆｣という言葉を甘木先生に聞かれて｢はい｣と答えられた事で付き合い始め、実家にもお邪魔した。
後日談では甘木先生と結婚し相変わらずポヨ愛に溢れた生活をしている。先生のことは「雄さん」と読んでいる模様。
佐藤 英（さとう ひで）
声 - 堀龍也 / 市瀬秀和
萌の弟。17歳。父や萌には頭が上がらない。クールな性格で、動物類（主にポヨ）に煩悩的な父や姉および友人らへのツッコミ役。
姉には普段ツッコんでいるが時折愛情もみられる。また、普段からポヨから攻撃されたりポヨを邪険に扱っているが、時折互いへの情が見られ、本気で険悪ではなくお互いに家族と認めている様子。
髪型は長めで後ろで縛っている。本人によると、酷いくせ毛(逆毛)かつ剛毛のため、中途半端にしていると髪型が大変な事になるから、とのこと。なお、幼少期から中学にかけては逆立ったトゲトゲしい髪型だった（そのため、学校では目をつけられがちだった模様）。
素は面倒見は良く、傷だらけになりながらも負傷したカラスを助けた経験がある。
父と姉には及ばないが、彼もまた人並み以上の力持ち（バレーのネットをかけるポールを担いでいるシーンがある）で、体も筋肉質。学園祭の猫コスプレ喫茶では、素っ気無い態度ながら人気者になるなど、実は中々の美形だが、本人は無頓着。
父に似て物事をコツコツ地道に行なう性分で、模型製作が趣味の一つ。夏休みの宿題も計画的に終わらせるタイプ。理系が得意科目で、現代国語や読書感想文などは苦手そして姉同様に美術的な才能は高く（主に工作とイラストだが、鈴木のおかげかもしれない）時折スイーツを作ることもある（クッキーやホットケーキ）。
マキや鈴木と仲が良く、3人で勉強会を開いたり遊びに行ったりしている。少しずつではあるがマキに好意を持ち始めている節がある。
後日談では地元にあるチバラギ大学に進学。大学の文化祭で馬術部の馬に後ろ髪を食べられたことをきっかけに短髪にイメチェンした（マキからは「英くんのしっぽがない」とコメントされる）。
佐藤 茂（さとう しげる）
声 - 神谷明
佐藤家の父。47歳。角刈りに強面でマッチョボディでバンダナと腹巻きに白シャツとグレーのズボンがトレードマーク。
農業界において「神の手（ゴッドハンド）」「緑の指（園芸の才）」を持つと言われる。作る野菜の味は評判で、地元の直売所の他に高級スーパーでもファンがつくほどの人気で、後述の獣医師のペットである亀やインコも好物であるらしい。
性格は口数少なだが愛情ある人物で、物事はコツコツちまちまやるタイプ。その性格は息子・英に継承されている。
いつもバンダナと腹巻きに白シャツとグレーのズボンだが、バンダナと腹巻きは実はカラーバリエーションがある。
米俵をダブルホールド（1つ60kg、２つで120kg）できる怪力の持ち主で、1巻では更にパワーアップしており苗床を9枚×2（1枚10kgなので合計180kg）、米俵3つを担ぐ超怪力となっている。そのため、作物泥棒を担ぎ上げたり、萌に近づく男性を追い払っている（萌をクリスマスパーティーに誘おうとした青年を、「ファミリーに入りたかったら俺を倒してみろ」と指を鳴らしながら脅したこともある）。しかし獣医の甘木に対しては好人物＆娘の方から好いているので歯噛みしつつも応援している。
その一方、動物などに対しては煩悩で甘々な面がある（もちろんポヨにも甘い）。
14巻にて、寝ながらトマトを収穫して娘の萌を驚かせた（萌は考え込みながら収穫していると思ったほど）。
初期段階では「佐藤 茂」では無く、「佐藤父」や「パパ」などで表記されていた。後半巻では再度「父」と表記されるようになった。
佐藤 緑（さとう みどり）
佐藤家の母。昔に病気により他界している。容姿は萌に瓜二つの勢いで似ており髪も同じく剛毛。
愛情深く明るく優しい性格であった模様で、性格は娘の萌に引き継がれている。
旦那の茂と共にハナおばあちゃんとは旧知の中。『ベルサイユのばら』を愛読していて、幼い萌に盗み読み＆モノマネをされて焦っていた。夫婦仲も良く、2人だけの時は「シゲちゃん」「ミドリちゃん」と呼び合っていた。バレンタインには野菜型のチョコレートを作成して茂にプレゼントしていた（父譲りの性格の英はマキから土偶チョコを貰っていた）。
茂の繁忙期と重なるお盆の時期には、幽霊として佐藤家に戻っているが、それを察知できたのは霊的に敏感なポヨだけである（ポヨが電話を見つめていて、萌が「お電話中？」と疑問になったシーンがあったり、足を怪我した茂の頭付近に正座して看病しながら口元に指を当てシー、としているシーンも）。
最終話前に足を怪我して入院した萌の車椅子を押す描写（萌の夢？）がされ、甘木先生との仲を押す発言をしている。
佐藤家の主（大蛙）
ポヨの天敵である佐藤家に住む大蛙。正確な種類は書かれていないが、見た目にはイボガエル系と思しき姿をしている。
父・茂曰く佐藤家の主かもしれないらしく、14巻以降では萌や英も主様や主、主ガエルなどと呼んでいるが、ポヨはこの蛙に上に乗られて以来、主に蛙を始めとした両生類が苦手となっている。
かなり長生きな大蛙なようで佐藤家のひいじいちゃん、爺ちゃん、父・茂（当時10歳）、萌（当時12歳）の時に目撃されている（萌が大蛙を見た話をしていて父・茂が話したことで超長生きが発覚した）。
三郎
ある日から英の部屋の木の窓の扉の間に住むようになった居候の蝙蝠。アブラコウモリと思われ、身体が小さい。
ポヨがハンティングしたがその日のご飯がご馳走だった為、食べられる運命から逃れられ、その日から英の部屋の木の窓扉の間に住み始め、窓の張に残るフンで居るか動画や生存確認されている。9巻にて英から「三郎」と名付けられた。また、後に英と萌が部屋を交代した際には英の部屋の木の窓の間にちゃんと引越していた。
途中から全く出なくなった為、その後はどうなったのかは謎である。

### 佐藤家の関係者
ドラ（ドラちゃん）
左目に傷がある少しふっくら系の放浪の野良猫。野良猫のためクールな性格。
雨の日には佐藤家に居候する他、度々佐藤家でごはんを食べているが、食べるのがポヨより早い。強面と称される顔をしているが、「きゅるーん」というおねだり鳴きがポヨより可愛い。
ポヨに〆られる前はクロに怪我をさせたり、英の焼き魚を奪ったり（萌曰く、これぞお魚くわえたドラ猫）していた。〆られた後はポヨをライバル視しており、度々戦いを挑んでいる。
また、ポヨに〆られたあたりでは奥さん猫と子供3匹がいる描写がある。
カラス（荒くれ）
英が怪我をしながらも助けた額に十字傷を持つ荒くれカラス。
ある時、石を投げつけられた模様で羽が折れて飛べなくなっていたのを英に助けられた。保護されてしばらくは餌も食べなかったが、ポヨの活躍により餌も食べるようになり、羽も治癒した。完治間近の頃には佐藤家に懐いてポヨの鳴き真似をしていた。治った後はお礼のように宝物のラムネのガラス玉を英の頭に落とした。
それ以降はポヨの近くにいるが、後にカエルの鳴き声を覚えてポヨをビビらせたがバレてブチ切れられ追いかけられたが飛んで逃げた。
萌の友人の女性
ポニーテールにカチューシャをしていて眼鏡をかけている（本人曰く眼鏡は防具で眼鏡を外すと目が3の字である。）ヲタク風な見た目の萌の親友で、名前は不明。
旦那様と子供がおり、旦那様を選んだ理由はムニムニした人が好みだったからである（なお、ムニムニ好きは子供に継承されている）。
萌と思考回路が非常によく似ていて大の猫好きで「おかめ」という猫を飼っている。また見た目はヲタクな感じだが、萌と共に海に遊びに行ったりするなど、アクティブな面もある。
おかめ
おかめ系の模様の猫（雌）。萌の友人の飼い猫。一人称は「あたし」。
飼い主やその子供からキスをされたり顔を口に入れられる愛情表現をされている（子供は別場所を咥える感じ）。飼い主の眼鏡はそこまで好きではなく、匂いを嗅ぐとフレーメン現象を起こす。
お坊さん
茂の友人のお坊さん。頭が丸い親近感からかポヨに好かれている。
昔、バイク乗車時に飛び出して来た猫を交わして田んぼに転落して溺れ死にかけたトラウマから猫恐怖症（その時助けてくれたのが茂だった）。だが、茂によれば田んぼで溺れ死にかけたのはトルエンでラリっていたための自業自得。昔はかなりの悪タレ暴走族で、仇名は「ちくばパープルラインの暴走スキンヘッド」。
般若心経のサビが好き（その影響で、父・茂が一時期的だがお風呂で般若心経のサビを歌い出し家族をビビらせた）。
山下 マキ（やました マキ）
声 - 千葉芙美香
英のクラスメートで英・鈴木とはいつも行動をともにする仲良し3人組。17歳。犬の「つくだに」の飼い主。
筋肉フェチで犬フェチ（オオカミも守備範囲内）のフェチっ子。英に恋心を抱いている。
名前が片仮名だが、本人曰く名前は漢字になるかもしれなかったらしく、両親が名前の漢字で対抗していたが何故か腹の中のマキが怒ったために片仮名になった。
つくだにを飼っているが、名実共に「舐められている」。つくだにがいたずらや不始末をやらかしそうな時が分かる（マキ曰く「熟年夫婦みたいな感じ」）。散歩の途中、佐藤家に立ち寄ることも多い。
家は地元で人気上昇中の洋菓子店「グーゲルポップ」。両親と3人の兄がおり、母以外はいずれも菓子職人。3人の兄は「グーゲルポップ」の跡取り争いの末父に叩き出され、他の洋菓子店にて修行中。マキに対して親馬鹿の父と兄馬鹿の兄達は、英や他の男を敵視してマキに近づけたがらない（萌に似た境遇である）。
中学時代は今より少し髪が長かった。家が洋菓子店のため、両親は当初つくだにを飼うことに難色を示していたが、マキが自分で世話をすることと高校受験先を母親のお薦め高校にすることで妥協した（それが英も通う今の高校だったので、マキは喜んでいる）。
後日談では都内の大学の商学部に進学し実家から電車通学をしている。髪型は中学時代のようなロングヘアになっている。英との仲は相変わらずのようだが「ロングでもショートでもマキちゃんはかわいい」と言われ恥ずかしさのあまり悶絶していた。
つくだに（つく）
マキのペットの雑種犬（雄）。名前の由来は毛色が祖母が送ってくる佃煮に似ているから。
マキの友人宅で生まれ、両親兄弟がハンサムなのに対し目ヤニ付きで不細工だったために目立ち、マキに気に入られ貰われた。
マキから呼ばれる時は基本的に愛称の「つく」（萌はつくちゃん、つくだにちゃんと呼び、英はつくだにと呼ぶ）。
飼い主のマキを舐めている。散歩と食べ物が大好きで飼い主に似てアクティブ。散歩で毎回マキを引っ張り回して引き摺り（マキは何度も転んでおり、足を捻ったことも）、パンや腐った魚などの落ちた食べ物を拾う。ベロベロと顔など舐める犬で、マキの顔は良くよだれパック状態になっている。大きな音が苦手で雷や花火を怖がるが、留守電や選挙カーは怖がらない。嬉ションをしたことがある。
マキ一家が旅行の際に佐藤家に預けられた際は、電池切れのおもちゃのように元気を無くして玄関の前に伏せていた（マキが迎えに来た後は、萌が2時間かけて作ったご褒美を5秒で完食した）。
鈴木 浩太（すずき こうた）
声 - 室元気
英のクラスメートで英・マキとはいつも行動をともにする仲良し3人組。17歳。お気楽系。 ハムスターの「大福」の飼い主で萌に好意を持ち憧れている。
浩太という名前の由来は本人によると在り来り（名前の意味を調べた英とマキは鈴木を見て納得していた）。7巻で名前が鈴木一になっているが理由は不明。
動物系、創作系の同人誌作家でデザインも上手。かなりの大手作家らしく、ファンも多い。良くイベントに参加し、大福にかかる費用を自力で稼いでいる。
夢はハムスターを増やし、大福一家のアパートを作ることだが、溺愛のあまり、見合い話をことごとく却下するという矛盾した行動を取ってきた。
しかし、最近大福に気に入った相手（雄のハムスター「つくね」）ができてしまい、泣く泣く交際させている。ネズミ科の動物萌え。それ故かは不明だがおやつを部屋に隠す癖がある。パソコンを駆使して大福のサイトを作ったり、ハムスターのカレンダー（しかも日めくり）や4コマ漫画を作るのが趣味。ポスター製作も得意で年賀状は大福完食シリーズと呼ばれている（丑年は粘土で作った穴あきチーズ、戌年にはドッグフードを大福が食べている）。
夏休みや冬休みはコミケ用同人誌の作成で修羅場となるため、英達のような学生らしい夏休みとは無縁の生活に陥り、半死半生となることも多い。通販作業の手伝いを英とマキに頼んだこともある。
後日談では都内の美大に進学し一人暮らしをしている。アフロヘアにド派手なサングラスをかけた姿で英とマキを呆れさせた。念願の彼女ができた模様。
大福（だいふく）
声 - 室元気
鈴木のペットのパールドワーフハムスター（雌）。名前の由来は鈴木が大好きな老舗の大福から。
飼い始めた経緯は、マキや英の動物話を聞いて羨ましくなった鈴木が、気づいた時にはペットショップで購入していたというもの。
ヒマワリの種が大好きでハムスターフードは嫌い（後に無添加ナッツを好むようになった）。
彼氏は茶色毛のハムスターのつくね（その兄弟姉妹は「からあげ」と「にたまご」、飼い主は綺麗な既婚お姉さん）。
大福の散歩は英曰く「プールの監視員の気分」になるらしく、鈴木の部屋は創意工夫のお城と化している。
一度だけ鈴木の筆箱を別宅化して学校に連れて行かれたことも（鈴木が小屋を閉め忘れた挙句寝坊しており慌てていたために気づかなかった）。
何度か冬眠しかけては鈴木を心配させている他、脱走後にトイレの水の中に落ちていたのを発見されたことがあったり、台風で起きた停電で行方不明になったり（明け方に鈴木の脇の下にいた）、画鋲を頬袋に入れたりホッチキスの失敗針を別荘に持ち込んだりコードを齧ったりと危険な事をしたり危険な状態になっていたことがある。
他にもサクランボが貰えなかったり（鈴木が間違えて全部食べた）する。また、蛆の沸いたクリームパン（鈴木曰く、隠した後に「行方不明だった」）を引っ張り出したり、バレンタインデーに鈴木の腹の上に頬袋からアーモンドチョコを出したり（3年前にタンスの裏に落としたもの）、棒状のおやつを横向きに頬袋に納めて小屋に戻ろうとしてつっかえたりもした。
最終的には檻をかじりまくった上に尖った部分で口を切り流血、衣装ケースを改良した小屋に移らされては小屋中を走り回ってポヨのような筋肉質に変化している。
後につくねとの間に7匹の子ハムが産まれた（つくね似が4匹、大福似が3匹）。
杉田 ハナ（すぎた ハナ）
声 - 神谷明
佐藤家の隣家に住む一人暮らしの70歳を越している小柄なおばあちゃん。髪色はグレー（だが漫画内では黒かったり白かったりしていて実際どの色なのか不明）。実は総入れ歯で驚いた時には勢い良く飛び出す。
佐藤家とは長い付き合いで、佐藤母の緑と茂とのデート話を聞いたり、緑が入院した時は2人を預かって料理を教えたり、茂に晩御飯を作ったりしていた。
若い頃はシロ（既に他界）という猫を飼っていた。詳細は不明だが兄がいる（戦時中の回想シーンより）。
クロの同性愛という性癖を知らず、クロが懐いているポヨのことを雌だと思っている。時々萌や近所の主婦達に料理を教えたり、クロや近所のペット達に衣装や首輪を作ったりしている。見た目や雰囲気にそぐわず、年の功＆激動の時代を生き抜いた戦中派なだけあって、ちょっとのことでは驚かない強い一面も。宝塚のファンで、ファンレターを書いたり追っかけもしている。
正月などの節目に息子夫婦が帰って来るのを楽しみにしているが、幼い孫達がクロをおもちゃにするため、その時期だけはクロを佐藤家に預けている。
若かりし頃はサラサラヘアーの美少女だった。夫（死別）とは見合い結婚だった。
寝オチしているおばあちゃんを見た萌は、息をしているか確認して「スリリング」と称した。
15巻にて盲腸になり、めくるめく初めての体験をした。
クロベエ（愛原クロ）
声 - 三宅麻理恵
ハナおばあちゃんの飼い猫（雄）。その名の通りの黒猫だが、鼻からデコルテにかけての部位と四肢の先端が白い。
手先が器用でドアノブ含むドア開けが上手で、技の研鑽をしてはハナおばあちゃんを困らせていることがある。
同性愛者のゲイ猫で、同性のポヨにしょっちゅう抱きついては腰を動かし（英にもやり、一度鈴木にもしている他、修理屋の男性にもやらかして修理屋の男性をビビらせた）、英や鈴木、挙句には獣医や修理屋の男性にも好意を示す無類の男好き。
おばあちゃんの家に孫達が来た時は追い回されておもちゃにされるので、孫達が帰るまで佐藤家に避難する。
子猫時代、母猫の飼い主だった若い女性によって駐車場に捨てられた経緯から、女性にトラウマを抱いたことで同性愛猫となりハナおばあちゃん以外の女性と車が大の苦手（女性嫌いは萌などと関わったことで大分ましになったが、車嫌いに関しては現在もある）。萌が海苔を髭にして低い声を出した時は不思議そうに臭いを嗅いでいた。
単行本2巻において、動物病院からの処方箋に「愛原 クロ」とあり、これがフルネームと考えられるが、後に判明するおばあちゃんの苗字（前述）とは違っており、その理由は不明。エリとはポヨを巡るライバルだが、エリが高所から降りられずにいた際には救出を試みていた（結局2匹揃って落下し、エリの下敷きになって負傷していた）。
後日談ではエリとの間に子供（毛色はクロベエ、目の色はエリそっくり）がおり、マキと鈴木を驚愕させていた。
シロ
子供の頃のハナおばあちゃんに飼われていた亡き飼い猫。名前通りの全身白い猫でハナおばあちゃんによると長生きした模様。
子供の頃のハナおばあちゃんに厳しく教育的指導（手荒い扱いに対して爪や歯を立てる）していた（尻尾を掴んでぶら下げた際に教育的な指導で噛み付いた跡はかなり深く噛み付いたのか未だにおばあちゃんの腕に残っている）。戦時中の体験のせいで籠嫌い。
名前の由来は、ハナおばあちゃんはずっと白猫だからシロだと思い込んでいたが、実は城山さんから貰ったからシロだったことを60年以上たってから知って驚いていた。

### その他のキャラクター
甘木 雄一郎（あまぎ ゆういちろう）
声 - 高橋伸也
ポヨ達の主治医。獣医としての腕前は高い。病院名は「スイート動物病院」（由来は苗字の甘木の甘から）。佐藤家の農作物のファン。
小さいものはメダカから大きいものは牛や馬までと患畜は幅広い。仕事抜きでかなりの動物好き。
事情のある動物（捨てられていた）を引き取ることが多く、亀2匹、猫3匹、犬4頭（片目傷の強面犬はサンダーという名前）、インコ7羽（うち一羽は甘木の頭や寝る際には顔に止まったり、イチゴを貰った際には餌をプレゼントするなど地味に出ている）、金魚14匹（猫がいるため常時変動）、途中から捨てられていたイグアナも拾って飼っている。
萌と同じほどポヨや動物達に目がなく愛しているが、職業柄動物達には嫌われがちで、よく切ない思いをしている。萌とはメル友で、動物達の珍しい写真を携帯電話のメールでやり取りもする。動物関係の仕事に就きたいと考える萌を心配したりしている。人間で唯一ポヨに勝てる人物でもある。
少しずつ萌に好意を抱き始め、後に萌のぼんやりしながら発言した告白を受けて付き合うようになり、実家にも連れて行った。
田中 ユカ（たなか ユカ）
声 - 三宅麻理恵
佐藤家の裏の家に引っ越してきた若奥さん。夫と共にガーデニングに憧れて田舎に来た。
都会育ちでやや（本人曰くは旦那のおかげでかなりマシになった）潔癖症気味。汚い、噛む、うるさいなどの理由から動物が苦手だが、ポヨにだけは苦労の末に触れるようになる。一時は動物に対しての無知故に、ポヨをツチノコと思い込んでいたり、爬虫類が鳥類に進化する途中、さらには蛹と発言したこともある。
ガーデニング作業で土入りの鉢や肥料を扱う内に、本人は無自覚ながら力持ちになってしまった隠れマッチョでもある。
後に、ポヨの甥にあたる子猫達に気に入られ、揃って引き取る。二匹を引き取って接している内に潔癖性や動物嫌いがやや収まりつつある（英曰く「立派なバ飼い主」）が、ベロベロ舐めてくる犬などはまだ克服出来ていない。
動物嫌いの原因は、彼女が拾ってきた子猫を、父親によって窓から捨てられた（実際には1つ下の階のルーフバルコニーにあった布団に落とした）トラウマから来ている。父は彼女に輪をかけた超潔癖症かつ癇癪持ち（15巻でユカが発言）で、少しでもゴミがあると怒る人物だったため、彼女は父の影響かつ嫌われたくないという子供心から潔癖症になってしまった。
14巻では、ポヨの甥達への対応を優先し、落とすと割れるような置物の類が部屋から無くなっている。15巻にて無事妊娠し悪阻に苦しむが、親の呪縛を周りの優しさもあって乗り切り、実家には帰らず出産（女児）した。
田中 ユキオ（たなか ユキオ）
声 - 高橋伸也
研究員で、勤め先がちくば学園都市になったため、夫婦で引っ越してきた。性格は真面目で神経質な妻とは対照的にだいぶ大らかで雑把。
妻とは反対にかなり動物好き。ポヨの甥二匹のおかげで夫婦生活を邪魔されることもあるが、夫婦仲の良さは相変わらず。ポヨの甥達を「息子達」と呼ぶこともある。寝ながらオナラをする寝っ屁癖があるらしい。
エリ
萌がかつて通っていた書道教室の先生の家の子猫（雌）。真っ白でフサフサの毛並みに青い目と、見ている人間を魅了するお姫様ネコ。
名前の由来は田村英里子から（飼い主である書道の先生がファンだったらしい）。
見た目に反しておてんばで警戒心が非常に強く、初対面の相手にはビンタをすることが多い。
女優のような部分があり、写真撮影や着飾るのを好む他、尻尾などに出来やすい毛玉に敏感。木から落ちそうになったところをポヨに助けてもらったことがきっかけで、ポヨに好意を持つようになり、クロにとって最大の恋のライバルとなる。いつもポヨと遊んでおり、段々行動がワイルドになっていっている（萌曰く「アマゾネス」）。ポヨの甥のマルから好意を抱かれ（最初はココロも好意を抱いていた）、エリが子猫と接したことが無いため良くビンタで叩き飛ばしているが、マルが寝落ちした時には世話を焼くお姉さんらしさを見せた。
後日談では母親になり子育てに忙しい様子。ちなみに子猫はそれぞれマルとクロベエの子供で白の長毛種の丸猫と白黒にブルーアイの2匹。マキと鈴木からは「女王様、気になる男みんな喰ったんすか」とコメントされている。
トラ
ポヨの生みの母。ポヨと同じ毛色で、体型は猫として標準的。丸いものが好き。
元々は野良猫で、ポヨとミケコを育てていたが、野良猫保護用の檻にミケコがかかりそうになったのを助けようとして、母娘共々檻に閉じ込められた。2匹揃って渡辺に引き取られたが、ミケコと違って渡辺に慣れず、噛み付いたりベッドの下に隠れてばかりいた。再会したポヨを息子と認識したようで（回想のように当時の映像を思い出した描写がある）喉を鳴らして喜び、息子と同じ体型の小ポヨ達の面倒もよく看ている。
ミケコ
トラの娘で、ポヨの妹（他巻でも示唆されたが15巻にてやっと判明）。名前の通りの三毛猫で、体型は猫として標準的。
トラと違って渡辺には慣れた態度を取る。再会したポヨを兄弟と認識したかどうかは不明だが、波長が合うのかすり寄っていた。
野良のサバトラ雄猫と共に網戸を外して駆け落ちしてマルとコロを妊娠し、難産の末に出産した。
マル
ミケコの子供でポヨと同じ球体猫（雄）。田中夫妻に引き取られた。「マルグリッド＝ライオネル＝田中」が正式名。野良のサバトラ父親譲りのサバ模様（模様はトラちゃんやポヨに近い）。
後述の兄弟であるコロと非常に仲が良く、良く行動を共にして同じことをしていたりするいる。
やんちゃで腕白な性格であらゆる場所や人に登り、特に登った人間達の心を虜にする「人心クライマー」。マグカップの中から顔を出すのが好き。ちくば市に雪が積もった時は、雪玉になって危うくなったりはしゃぎ疲れてコロ共々雪の上で寝込み掛けたことも。エリに好意を抱いているのか、クロの真似 をして背中に乗ったり登ったりしてはビンタで叩き飛ばされる。
のちに田中夫妻の間に生まれた子供を見守るが、毛を掴まれて千切られたりする。
後日談ではエリとの間に子供（エリ似の白の長毛の丸猫）がおり、マキから「初恋が実ってよかったね」と祝福されている。
コロ
ミケコの子供でポヨと同じ球体猫（雄）。田中夫妻に引き取られた。「ココロ」が正式名。母親のミケコ譲りの三毛模様で後頭部の模様がハートマークに見える。
名前の由来はそのコロコロした丸い体型と背中のハート（心）。
マルに比べればおっとりしている方だが、ポヨ並みに肝っ玉があり、マルと一緒になってはしゃいだりすることも。マルと非常に仲が良いため行動を共にしている内に、マル同様に人に登る癖が付いた。マルとは一緒のトイレを用途別に使っている。
田中夫妻に子供が誕生してからはマルと共に田中夫妻の子供を見守る。
渡辺（わたなべ）
トラ、ミケコ、小ポヨ達の飼い主（今現在小ポヨについては元飼い主）である青年。職業はスーツアクター。
野良猫保護のボランティアを手伝っていた際に、トラ母娘を引き取った。猫達に愛情を注いでいるつもりなのに、ある程度順応したミケコと違い、渡辺が眺めている間は餌も食べないトラに苦労していた。初産で難産だったミケコをスイート動物病院に担ぎ込んだのがきっかけで、ポヨとその家族の再会が果たされた他、丸猫萌になった。
丸猫つながりで会う内に萌に好意を寄せるようになり、告白して玉砕したものの、猫好き仲間としての仲は続いている。
その後、着ぐるみ（怪人デザイナー）製作職人の女性と交際を始め、その女性と結婚している。怪人デザイナーの女性は動物好きで、トラが自発的にその膝に座るというチートスキル持ち。だが、見たものを怪人着ぐるみとして再現しようとする癖がある。

## 掲載雑誌
- まんがライフオリジナル 2004年5月号
- まんがライフ 2004年4月号、7月号、9月号 - 2013年5月号より休載
- まんがライフMOMO 2004年2月1日増刊号、5月1日増刊号 - 2016年4月号
- ねこパラ（旧『あにまるパラダイス』） ※主にコンビニで取り扱うペーパーバック本。単行本に未収録分の連載を再録の他、単行本併録のエッセイ漫画「そんな!ムーたん」掲載。

## 単行本
バンブー・コミックスより全15巻まで刊行されている。
- 『ポヨポヨ観察日記』
  1. （2005年6月27日発売） ISBN 978-4-8124-6196-9
  2. （2006年3月27日発売） ISBN 978-4-8124-6447-2
  3. （2007年7月27日発売） ISBN 978-4-8124-6719-0 - 3巻から表紙に「MOMO Selection」（『まんがライフMOMO』掲載作品の単行本専用レーベル）と表記。
  4. （2008年2月22日発売） ISBN 978-4-8124-6794-7
  5. （2008年9月27日発売） ISBN 978-4-8124-6882-1
  6. （2009年2月23日発売） ISBN 978-4-8124-7046-6
  7. （2009年7月27日発売） ISBN 978-4-8124-7131-9 - 7巻はポヨのぬいぐるみつきの初回限定版も発売された。ISBN 978-4-8124-6900-2
  8. （2010年7月27日発売） ISBN 978-4-8124-7420-4 - 8巻もポヨのぬいぐるみつき初回限定版発売。こちらは実物大。ISBN 978-4-8124-7300-9
  9. （2011年2月22日発売） ISBN 978-4-8124-7512-6 - 9巻はポヨのミニマスコット3体つき初回限定版発売。ISBN 978-4-8124-7500-3
  10. （2012年2月22日発売） ISBN 978-4-8124-7741-0 - 10巻はポヨのパスケースつき初回限定版発売。ISBN 978-4-8124-7645-1
  11. （2012年10月27日発売） ISBN 978-4-8124-8023-6
  12. （2013年2月22日発売） ISBN 978-4-8124-8104-2 - 12巻は特典CD＋小冊子つき特装版発売。ISBN 978-4-8124-8054-0
  13. （2013年12月17日発売） ISBN 978-4-8124-8474-6 - 13巻はポヨの座布団クッションつき特装版発売。ISBN 978-4-8124-8330-5
  14. （2015年2月21日発売） ISBN 978-4-8019-5093-1
  15. （2016年4月27日発売） ISBN 978-4801955097 - 15巻はふわっふわポヨポーチつき特装版発売。ISBN 978-4801954151
- 『よりぬきポヨポヨ観察日記』〈バンブー・コミックスMOMO Selection〉※通常の4コマ単行本（A5判）より小型の新書判（176×116mm）で、総ルビである。
「ヒア〜ポヨが来たよ! 編」（2012年1月17日発売） ISBN 978-4-8124-7730-4
「ヒアヒア!ポヨと暮らそう 編」（2012年3月17日発売） ISBN 978-4-8124-7751-9
「ヒア〜?ポヨは猫だよ 編」（2012年5月17日発売） ISBN 978-4-8124-7791-5
「ポヨと遊ぼう♪ヒア〜! 編」（2012年7月17日発売） ISBN 978-4-8124-7933-9
「ポヨとなごもう! ヒア 編」（2012年9月15日発売） ISBN 978-4-8124-7984-1
「ポヨはマルマル! 編」（2012年11月17日発売） ISBN 978-4-8124-8036-6

## テレビアニメ
2012年1月8日から12月30日までテレビ東京にて5分枠で放送された。ニコニコ動画では『今週のエンドカードコーナー』を投稿募集。

### 制作
制作を始める際、監督の大地丙太郎は猫に興味はなく詳しくなかったが猫好きのスタッフを集めて原作漫画を読んで面白さを探り、猫好きたちの話をヒントに猫の愛くるしさや家族との交流を作品のアイデアのメインにした。声優陣は若い人にベテランの技を見てもらおうと神谷明と大谷育江に加えて20代の新人中心に選んだ。5分と放送時間が短いためサウンドが多いとせわしなくなると一曲のみ流し、ギャグの落ちの場面で止まる笑いを誘う意味もある。

### スタッフ
- 原作 - 樹るう「ポヨポヨ観察日記」竹書房刊（まんがライフMOMO、まんがライフ連載中）
- 監督 - 大地丙太郎
- 作画 - 大島りえ
- 演出 - 遊佐かずしげ
- 美術 - 湖山真奈美
- 音楽 - 安部純、武藤星児
- アニメーション制作 - ダックスプロダクション、スタジオディーン、メビウス・トーン
- 制作プロダクション - ドリームクリエイション
- 製作著作 - ちくば市役所

### 主題歌
「マル描いてポヨん」
作詞 - 大地丙太郎 / 作曲 - 安部純 / 編曲 - 武藤星児 / 歌 - 佐藤萌（CV.三森すずこ）

### 挿入歌
「ちくば音頭」
作詞 - 樹るう / 作曲 - 安部純 / 編曲 - 武藤星児 / 歌 - 高橋伸也・新子夏代
「夏の夜の累々」(ボーナストラック)
作詞 - 大地丙太郎 / 作曲 - 安部純 / 編曲 - 武藤星児 / 歌 - 室元気
- 全てコミックス12巻〈特装版〉に付属の特典CDに収録。「マル描いてポヨん」はフルバージョンにて収録。萌が劇中で何度か歌っていた即興の歌は未収録。

### 各話リスト
| 話数   | サブタイトル                   | 放送日        |
| ------ | ------------------------------ | ------------- |
| 第1話  | その猫マルにつき…              | 2012年 1月8日 |
| 第2話  | マルといつまでもっ             | 1月15日       |
| 第3話  | マルとクロ                     | 1月22日       |
| 第4話  | 向こう3軒マルとなり            | 1月29日       |
| 第5話  | マルはウチ                     | 2月5日        |
| 第6話  | マルに入ってはマルになれ       | 2月12日       |
| 第7話  | 雪の降るマルは♪                | 2月19日       |
| 第8話  | マルよ来い                     | 2月26日       |
| 第9話  | 待ってたマル                   | 3月4日        |
| 第10話 | マルがたった                   | 3月11日       |
| 第11話 | マルはほっかほか               | 3月18日       |
| 第12話 | マルの季節                     | 3月25日       |
| 第13話 | 恵みのマル                     | 4月1日        |
| 第14話 | きらわれのマル                 | 4月8日        |
| 第15話 | マルぱしゃり                   | 4月15日       |
| 第16話 | マルはたたかう                 | 4月22日       |
| 第17話 | マル日和                       | 4月29日       |
| 第18話 | モテマル                       | 5月6日        |
| 第19話 | マルハゲ                       | 5月13日       |
| 第20話 | なぞなマル                     | 5月20日       |
| 第21話 | マルくせ                       | 5月27日       |
| 第22話 | マル奉行                       | 6月3日        |
| 第23話 | しとしとマルマル               | 6月10日       |
| 第24話 | ツユガマル                     | 6月17日       |
| 第25話 | マルしゃりましょう             | 6月24日       |
| 第26話 | マルコロ                       | 7月1日        |
| 第27話 | ささのはマールマル             | 7月8日        |
| 第28話 | 夏色のマル                     | 7月15日       |
| 第29話 | マルごとナツ                   | 7月22日       |
| 第30話 | アロハマル                     | 7月29日       |
| 第31話 | 夏の一番マルい日               | 8月5日        |
| 第32話 | マルサマーミステリー           | 8月12日       |
| 第33話 | お盆はマルく                   | 8月19日       |
| 第34話 | ゴロピカマルッシャーン         | 8月26日       |
| 第35話 | マルのとなりにマルがいた       | 9月2日        |
| 第36話 | マルがマルしてマルとやら       | 9月9日        |
| 第37話 | けっこう毛だらけマル丸だらけ   | 9月16日       |
| 第38話 | 地球がとってもマルいから       | 9月23日       |
| 第39話 | 盆のようなマルだった           | 9月30日       |
| 第40話 | 秋ふかしマルはなにをするマルぞ | 10月7日       |
| 第41話 | ファイトなマル一発っ!          | 10月14日      |
| 第42話 | 小さいマル見つけた。           | 10月21日      |
| 第43話 | 読む見るマル。                 | 10月28日      |
| 第44話 | マルマルもやもや               | 11月4日       |
| 第45話 | クリよりうまいマルだった       | 11月11日      |
| 第46話 | 戦国マルのその前マル           | 11月18日      |
| 第47話 | 戦国マルのその後マル           | 11月25日      |
| 第48話 | 愛とマルと                     | 12月2日       |
| 第49話 | くしゃみ3回マル3錠             | 12月9日       |
| 第50話 | 人生マルありゃ全部マル。       | 12月16日      |
| 第51話 | おしつマルました               | 12月23日      |
| 第52話 | またマル日まで                 | 12月30日      |

### 放送局
| 放送地域   | 放送局             | 放送期間                      | 放送日時           | 放送系列       | 備考                              |
| ---------- | ------------------ | ----------------------------- | ------------------ | -------------- | --------------------------------- |
| 関東広域圏 | テレビ東京         | 2012年1月8日 - 12月30日       | 日曜 7:24 - 7:30   | テレビ東京系列 |                                   |
| 日本全域   | テレビドガッチ     | 2012年1月8日 - 12月30日       | 日曜 7:30 更新     | ネット配信     | 放送終了直後配信                  |
| 日本全域   | ニコニコチャンネル | 2012年1月8日 - 12月30日       | 日曜 13:00 更新    | ネット配信     |                                   |
| 日本全域   | GYAO!              | 2012年1月11日 - 12月30日      | 水曜 24:00 更新    | ネット配信     | 最終回のみ日曜24:00更新           |
| 日本全域   | バンダイチャンネル | 2012年1月13日 - 2013年1月4日  | 金曜 12:00 更新    | ネット配信     |                                   |
| 日本全域   | キッズステーション | 2012年1月14日 - 2013年1月12日 | 土曜 20:55 - 21:00 | CS放送         | リピート放送あり                  |
| 大阪府     | テレビ大阪         | 2012年6月2日 - 2013年5月25日  | 土曜 6:50 - 6:55   | テレビ東京系列 |                                   |
| 日本全域   | ニコニコ生放送     | 2013年2月22日                 | 金曜 22:22 - 25:18 | ネット配信     | ニコニコアニメスペシャル 一挙放送 |

### DVD
竹書房より発売。
| 巻 | 発売日         | ISBNコード        | ISBNコード        | 収録話    | 特装版特典                         |
| 巻 | 発売日         | 通常版            | 特装版            | 収録話    | 特装版特典                         |
| -- | -------------- | ----------------- | ----------------- | --------- | ---------------------------------- |
| 1  | 2012年5月25日  | 978-4-8124-4863-2 | 978-4-8124-4862-5 | #1 - #13  | - ポヨポヨビーチボール             |
| 2  | 2012年8月31日  | 978-4-8124-9043-3 | 978-4-8124-9044-0 | #14 - #26 | - ポヨポヨぬいぐるみディスクケース |
| 3  | 2012年11月24日 | 978-4-8124-9170-6 | 978-4-8124-9171-3 | #27 - #39 | - ポヨポヨマフラー                 |
| 4  | 2013年2月22日  | 978-4-8124-9331-1 | 978-4-8124-9332-8 | #40 - #52 | - ポヨポヨぬいぐるみマルチケース   |

## ゲーム

### コンシューマーゲーム
ポヨポヨ観察日記
IEインスティテュートより2012年4月5日に発売。ハードはニンテンドー3DS。ジャンルは育成コミュニケーション。

### モバイルゲーム
ポヨポヨ観察日記
キューマックスより2012年6月26日にゲームアプリが提供開始。プラットフォームはGREE。2012年9月24日にMobageでも提供開始。ジャンルはソーシャル育成ゲーム。
ヒア〜っとかわいい子猫コンテスト-癒しのまるねこ育てる！- ポヨポヨ観察日記
アイイーインスティテュートより2012年8月31日にゲームアプリが提供開始。プラットフォームはGMOゲームセンター。ジャンルはソーシャル育成ゲーム。